# District de Saybagh
Cette page contient des caractères spéciaux ou non latins. S’ils s’affichent mal (▯, ?, etc.), consultez la page d’aide Unicode.
Le district de Saybagh (沙依巴克区 ; pinyin : Shāyībākè Qū ; ouïghour : سايباغ رايونىى / Saybağ Rayoni) est une subdivision administrative de la région autonome du Xinjiang en Chine. Il est placé sous la juridiction de la ville-préfecture d'Ürümqi.